# Politiets Aktionsstyrke
 Denne artikel omhandler politiets specialstyrke. For den fiktive enhed, se P.I.S..
Politiets Aktionsstyrke (AKS) er det danske politis antiterror-enhed. AKS er en enhed, der er uddannet til at klare opgaver, som rækker udover almindelige politifolks uddannelse. Desuden løser AKS en række særligt farlige opgaver i forbindelse med eksempelvis gidseltagninger eller anholdelse af særligt farlige personer. 
Ud over disse specialopgaver ydes også assistance i forbindelse med beskyttelse af eksempelvis udenlandske statsoverhoveder på besøg i Danmark, samt indsats mod organiseret grænseoverskridende, alvorlig kriminalitet eller observation på svært tilgængelige steder.

## Historie
AKS blev oprettet efter terrorangrebet ved De Olympiske Lege i München 1972 og de efterfølgende flykapringer i Beirut og Malmø. 
Gruppen blev oprettet som en del af Rigspolitiet, fordi det danske forsvars specialstyrker kun i ganske ekstraordinære situationer vil kunne indsættes mod landets borgere.[kilde mangler] Dog træner man sammen med Jægerkorpset og Frømandskorpset.
Indtil 1998 bestod gruppen af betjente, der var på "udlån" fra politistationer i hele landet og således arbejdede på tilkald. Men i 1998 blev AKS reorganiseret og fik tildelt faste medlemmer, så man havde en fast tilknyttet styrke man kunne trække på.
Som en del af den daværende regerings udspil om en ny handleplan for at imødegå terrorisme blev gruppen i 2005 underlagt Politiets Efterretningstjeneste.
Den 7. januar 2013 blev en betjent fra AKS alvorligt såret under en anholdelsesaktion mod tre formodede narkosmuglere. Den formodede gerningsmand blev dræbt af et skud i hovedet, og en anden mand blev såret. Den tredje mand blev anholdt.
Det var første gang, at en betjent fra AKS blev såret under en aktion.

## Indsatsgrupper
Enheden er opdelt i nogle særlige indsatsgrupper, der bl.a. omfatter præcisionsskytter og førstehjælpere.
I forbindelse med førstnævnte har man et tæt samarbejde med Frømandskorpset, hvis indsatsen eksempelvis foregår i en havn. Dog vil eventuelle assisterende militære enheder altid være underlagt politiet.
Ved indsatser for de to øvrige grupper anvendes et lidt specielt koncept med to personer på en motorcykel. For førstehjælperen kan denne eksempelvis få en læge hurtigt frem til skadestedet.

## Udrustning
AKS anvender de samme våben som dansk politi, men har også finskytter med præcisionsrifler, og specielle enheder med automatrifler. De almindelige AKS'ere bruger en 9 mm Heckler & Koch USP compact, Gevær M/10, samt en Heckler & Koch MP5 monteret med lasersigte, lygte og optisk sigte.[kilde mangler] Desuden har betjenten i sin indsatsuniform taktiske granater, kniv og magasiner til såvel almindelig pistol som maskinpistol, samt en særlig evakueringsflaske med luft til røgfyldte rum. Herudover en tynd, men alligevel kraftig hjelm.
Efter behov kan en eller flere betjente indsættes i branddragter med brandhæmmende undertøj til brandslukning – evt. i forbindelse med deciderede redningsopgaver.

## Specielle AKS'ere
- Finskytte: Kan med særlige finskytterifler ramme et mål op til 800 meter væk.
- Dykkere: Samarbejder med Frømandskorpset når eksempelvis de københavnske kanaler og havne skal sikres.
- Dobbelt MCer: Er tomandsmotorcykler med en motorcykelfører, der kan køre undvigekørsel og en skytte bagpå.
- Paramediciner: Er særligt uddannet til at yde avanceret førstehjælp. En paramediciner-AKSer på dobbelt-mc kører en specialuddannet AKS-læge ind i ellers ufremkommelige områder.
- Pioner: En Pioners job er at skaffe resten af holdet adgang. Dette kan foregå enten lydløst eller hurtigt og eksplosivt.[5]